# کاسینتا دی لوگانیانو
کاسینتا دی لوگانیانو (به ایتالیایی: Cassinetta di Lugagnano) یک کومونه در ایتالیا است که در استان میلان واقع شده‌است. کاسینتا دی لوگانیانو ۳٫۳ کیلومتر مربع مساحت و ۱٬۶۷۷ نفر جمعیت دارد.